# 霍羅迪謝 (比洛沃茨克市鎮)
49°3′4″N 39°39′5″E / 49.05111°N 39.65139°E

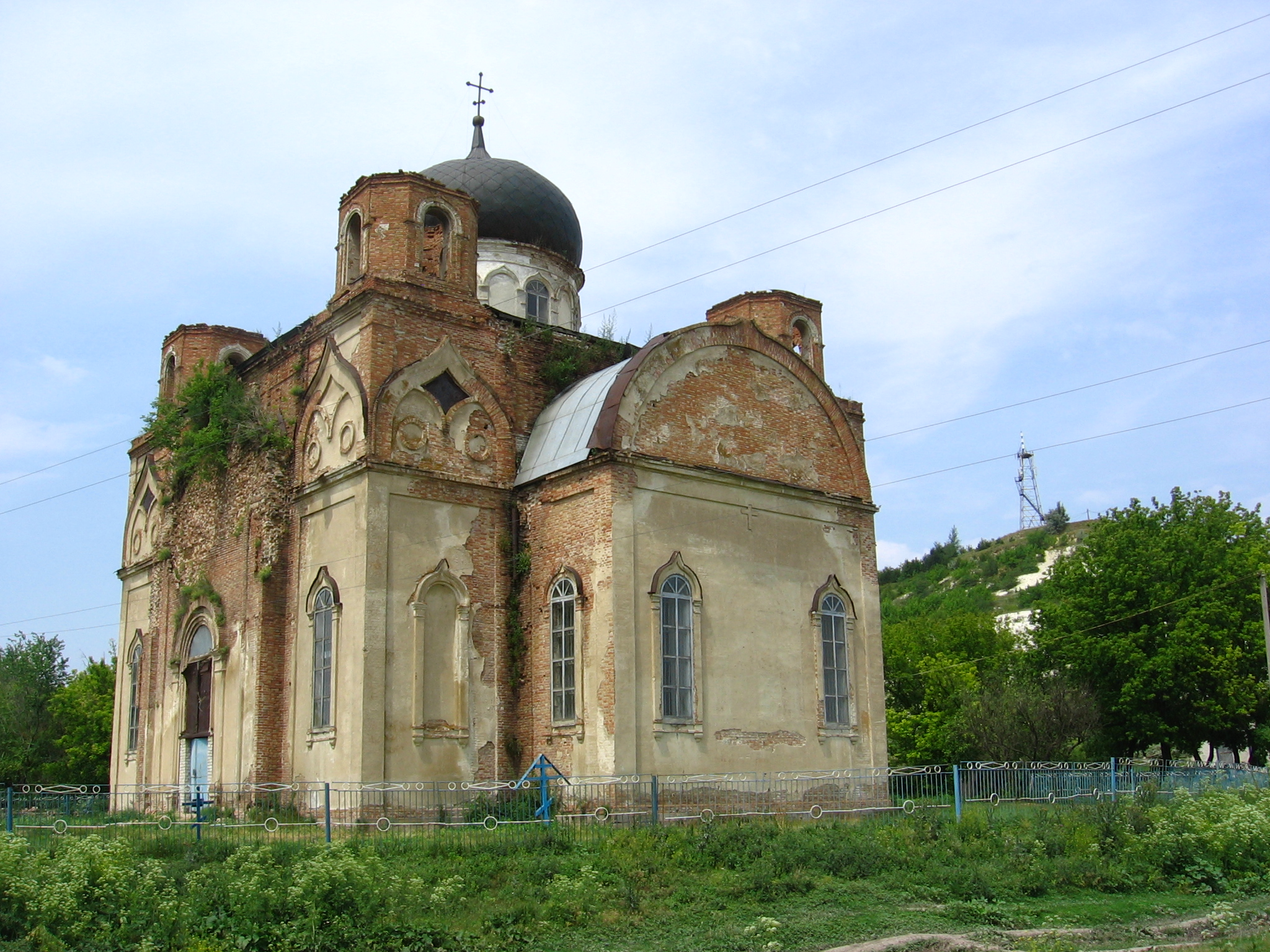

霍羅迪什切（烏克蘭語：Городище）是位於烏克蘭東部的村莊，由盧甘斯克州舊比利斯克區的比洛沃茨克市鎮負責管轄。該村始建於1789年，面積11.7平方公里，海拔高度52米，2001年人口1,777，人口密度每平方公里152人。